# Адарназ II од Иберије
Адарназ II, члан династије Хосроиди, био је председавајући привц Иберије (Картли, источна Грузија) од око 650. до 684/685. године. Он је, претпоставља се, иберијски патрициј који се помиње у писму Анастазија Апокрисиарија око 660. године, а које се односи на мучеништво Максима Исповедника, и принц Нерзес чија се побуна против Арапа налази у извештајима јерменског хроничара Ованеса Драсханакертција.
Адарназ је наследео свог оца Стефана II и владао је као вазал Калифата. Међутим 681/682. године, придружио се јерменским и албанским принчевима у општем устанку против арапске хегемоније. Одолевао је арапским насртајима три године, док се Хазари нису укључили у борбу. Адарназ/Нерзес је убијен, а Арапи су поставили Гуарама II, из ривалске Гуарамидске династије, за владара Иберије.
Спољашна камена табла на фасади цркве светог Крста у Мцхети, наводи главне градиоце цркве: Стефана патриција, Деметријуса хипатоса и Адарназа хипатоса, које традиционални грузијски научници изједначавају са Стефаном I (сином Гуарама I), Деметриусом (братом Стефана I) и Адарназом I. Међутим, по Кирилу Туманофу, та тројица су идентификована као Стефан II, Деметриус (брат Стефана I) и Адарназ II.
Имао је сина Стефана.